# Mistrzostwa Świata w Judo 1958
2. Mistrzostwa Świata w Judo odbyły się 30 listopada 1958 w Tokio (Japonia). Rywalizowali na nich tylko mężczyźni.

## Klasyfikacja medalowa
| Miejsce | Państwo |   |   |   | Razem |
| ------- | ------- | - | - | - | ----- |
| 1       | Japonia | 1 | 1 | 1 | 3     |
| 2       | Francja | 0 | 0 | 1 | 1     |

## Medaliści
| Konkurencja: | Złoto:    | Srebro:       | Brąz:                               |
| Open         | Koji Sone | Akio Kaminaga | Bernard Pariset Kimiyoshi Yamashiki |